# تیمونیوم (مریلند)
تیمونیوم (به انگلیسی: Timonium) شهری در ایالت مریلند کشور ایالات متحده آمریکا است که جمعیت آن در سرشماری سال ۲۰۱۰ میلادی، ۹٬۹۲۵ نفر بوده‌است.